# Büchenbacher Sport Club Erlangen e.V.
Büchenbacher Sport Club Erlangen e.V. é uma agremiação esportiva alemã, fundada a 12 de fevereiro de 1945, sediada em Erlangen, na Baviera.

## História
O primeiro clube chegou à fama em 1957, quando, sob o nome de SpVgg Büchenbach, ganhou a promoção para a Amateurliga Nordbayern (III), a partir do 2. Amateurliga Mittelfranken.
Evitar o rebaixamento em sua primeira temporada, 1957-1958, tornou-se um desafio no maior campeonato de futebol bávaro nas duas décadas seguintes. O clube estabeleceu-se como uma equipe média na tabela e, em 1961-1962, conquistou o título da liga, o qual o qualificou para o campeonato de futebol amador alemão, no qual foi eliminado na primeira fase. Na temporada seguinte obteve um sétimo lugar, se classificando à Amateurliga Bayern que começou em 1963.
Nas duas primeiras temporadas na Bayernliga, o clube teve que jogar contra o rebaixamento. Posteriormente o SpVgg estabeleceu-se na metade superior da tabela. Conquistou um terceiro lugar em 1969-70. A partir de 1976, a sorte começou a declinar gradualmente e o time foi decrescendo de divisão. Em 1978-79, já com o campeonato renomeado, Amateur Oberliga Bayern, acabou sofrendo o descenso ao terminar em 16º entre 18 equipes.
O clube havia sido o último membro fundador da Liga. Na tabela de todos os tempos da Bayernliga 1963-2008, ainda mantinha o 14º lugar entre 99 clubes.
Atuando na Landesliga Bayern-Mitte (IV) a partir de 1979, o clube se esforçou para estabelecer-se nesse campeonato. Em 1981, o SpVgg Büchenbach mudou o nome para BSC Erlangen.
Na temporada 1983-84, sua sorte melhorou um pouco, terminando em quarto na Landesliga. Após essa temporada, declinou rapidamente e, em 1986, terminou em último, caindo para a Bezirksliga (V).
Em 1988, uma conquista da Copa Mittelfranken levou-o à disputa da Copa da Alemanha, temporada 1988-1989, na qual enfrentou o Bayer Leverkusen e perdeu por 5 a 0 em casa na primeira fase.
O BSC esperaria até 1991 para voltar à Landesliga. Retornou com resultados muito melhores e ficou em segundo lugar no na temporada 1992-93, que o qualificou à rodada de promoção play-off à Bayernliga, na qual falhou. A equipe manteve a força na liga até 1995, quando deslizou para a parte inferior da tabela. Depois de lutar contra o rebaixamento nas duas temporadas seguintes, finalmente foi rebaixado em 1999-2000, à Bezirksoberliga Mittelfranken.
A temporada seguinte foi desastrosa para o clube, obtendo apenas uma vitória e três empates em 30 jogos. O último lugar e, por conseguinte, o rebaixamento seriam inevitáveis. 
O BSC posteriormente alternou entre a disputa da Bezirksliga e Bezirksoberliga. No final da temporada 2011-12, foi rebaixado novamente para a Bezirksliga depois de terminar em décimo-primeiro Bezirksoberliga, mas se manteria na mesma camada quando a Bezirksoberliga foi dissolvida.

## Títulos
| - Amateurliga Nordbayern (III) - Campeão: 1962; - 2. Amateurliga Mittelfranken Nord (IV) - Campeão: 1957; - Landesliga Bayern-Mitte (IV) - Vice-campeão: 1993; - Bezirksoberliga Mittelfranken (VI) - Campeão: 1991; - Bezirksliga Mittelfranken-Nord (VII) - Champions: 2005, 2008; | - Mittelfranken Cup - Campeão: 1988; |

## Cronologia recente
| Temporada | Divisão                        | Módulo | Posição |
| 1999–2000 | Landesliga Bayern-Mitte        | V      | 17º ↓   |
| 2000–01   | Bezirksoberliga Mittelfranken  | VI     | 16º ↓   |
| 2001–02   | Bezirksliga Mittelfranken-Nord | VII    | 12º     |
| 2002–03   | Bezirksliga Mittelfranken-Nord | VII    | 4º      |
| 2003–04   | Bezirksliga Mittelfranken-Nord | VII    | 8º      |
| 2004–05   | Bezirksliga Mittelfranken-Nord | VII    | 1º ↑    |
| 2005–06   | Bezirksoberliga Mittelfranken  | VI     | 14º ↓   |
| 2006–07   | Bezirksliga Mittelfranken-Nord | VII    | 7º      |
| 2007–08   | Bezirksliga Mittelfranken-Nord | VII    | 1º ↑    |
| 2008–09   | Bezirksoberliga Mittelfranken  | VII    | 9º      |
| 2009–10   | Bezirksoberliga Mittelfranken  | VII    | 9º      |
| 2010-11   | Bezirksoberliga Mittelfranken  | VII    | 10º     |
| 2011–12   | Bezirksoberliga Mittelfranken  | VII    | 11º     |
| 2012–13   | Bezirksliga Mittelfranken-Nord | VII    | º       |

## Retrospecto na Copa da Alemanha
| Temporada | Fase        | Data                | Casa         | Fora             | Resultado |
| 1988-89   | First round | 6 de agosto de 1988 | BSC Erlangen | Bayer Leverkusen | 0 a 5     |